# Svante August Arrhenius
Svante August Arrhenius, švedski fizik in kemik oz. fizikalni kemik * 19. februar 1859, Vik (Wik, Wijk) pri Uppsali, Švedska, † 2. oktober 1927, Stockholm, Švedska.

## Življenje
Arrhenius je najprej študiral na Univerzi v Uppsali matematiko in naravoslovje. Vendar je kmalu odšel na Univerzo v Stockholmu. Leta 1884 je doktoriral in prejel štipendijo, ki mu je omogočila nadaljnji študij. Med drugim je bil pri Ostwaldu v Rigi in Leipzigu in pri Kohlrauschu v Würzburgu.

## Dosežki
Predvsem je zaslužen na področju elektrolitske disociacije. Že njegova doktorska dizertacija je imela za temo prevodnost elektrolitov. Vendar zaradi novih idej pri kemikih ni bila pozitivno sprejeta. Šele ko se je o delu pohvalno izrazil nemški kemik Wilhelm Ostwald, je prejel zasluženo priznanje. 
Prvi je spoznal vpliv ogljikovega dioksida na podnebje (pojav učinka tople grede).
Leta 1889 je uvedel pojem aktivacijske energije.

## Priznanja

### Nagrade
Leta 1903 je prejel Nobelovo nagrado za kemijo.